# Цвинтар Патні-Вейл
Цвинтар Патні-Вейл (англ. Putney Vale Cemetery) — міський некрополь у районі Патні-Вейл, Великий Лондон. 

## Розташування
Цвинтар Патні-Вейл розташований на південному заході Лондона, у боро Вандзверт поблизу Річмонд-парку. На території цвинтаря знаходиться каплиця-крематорій.

## Історія
Цвинтар Патні-Вейл був відкритий у 1891 році, а крематорій у 1938 році. 

## Відомі особи, які поховані на цвинтарі Патні-Вейл
- Артур Аскі[en] — британський комік.
- Стенлі Бейкер[en] — валлійський актор та кінопродюсер.
- Вільям Орпен — британський художник та викладач.
- Джеймс Гант — британський автогонщик, чемпіон світу з автоперегонів у класі Формула-1 (1976).
- Джозеф Брюс Ісмей — британський бізнесмен.
- Джордж Рід — австралійський політик, четвертий Прем'єр-міністр Австралії.
- Євген Сандов — атлет, основоположник сучасного культуризму.
- Говард Картер — британський археолог, який віднайшов гробницю Тутанхамона у 1922 році.
- Семюел Інсулл — американський магнат.
- Олександр Керенський —  російський політичний діяч, голова Тимчасового Уряду Російської імперії.
- Девід Лін — британський кінорежисер.
- Боббі Мур — британський футболіст.
- Джон Пертві — британський актор.
- Рональд Росс — шотландський лікар та паразитолог.
- Сенді Денні — британська співачка та авторка пісень.
- Лен Гаттон — британський крикетист.

## Світлини

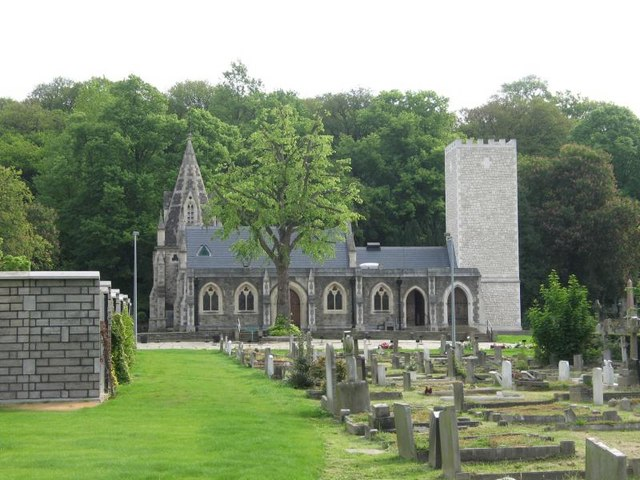
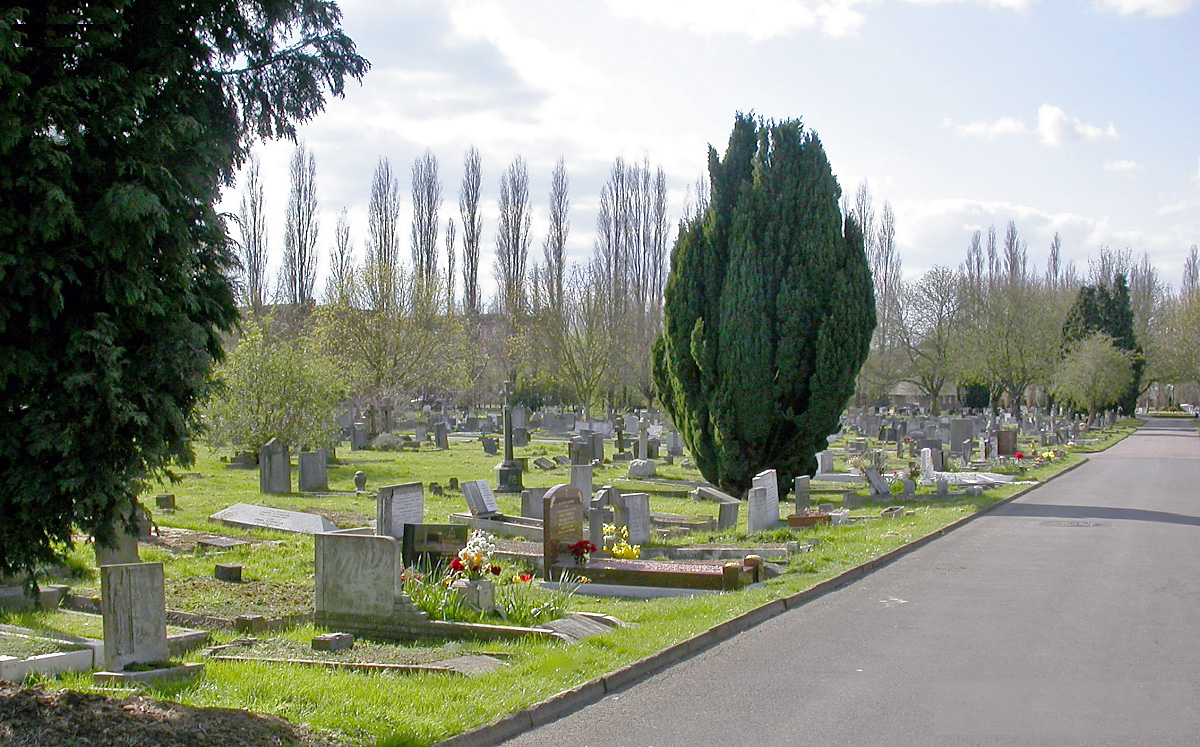
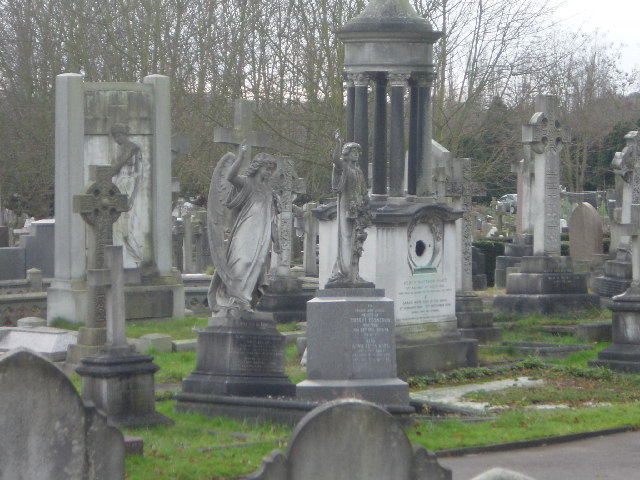

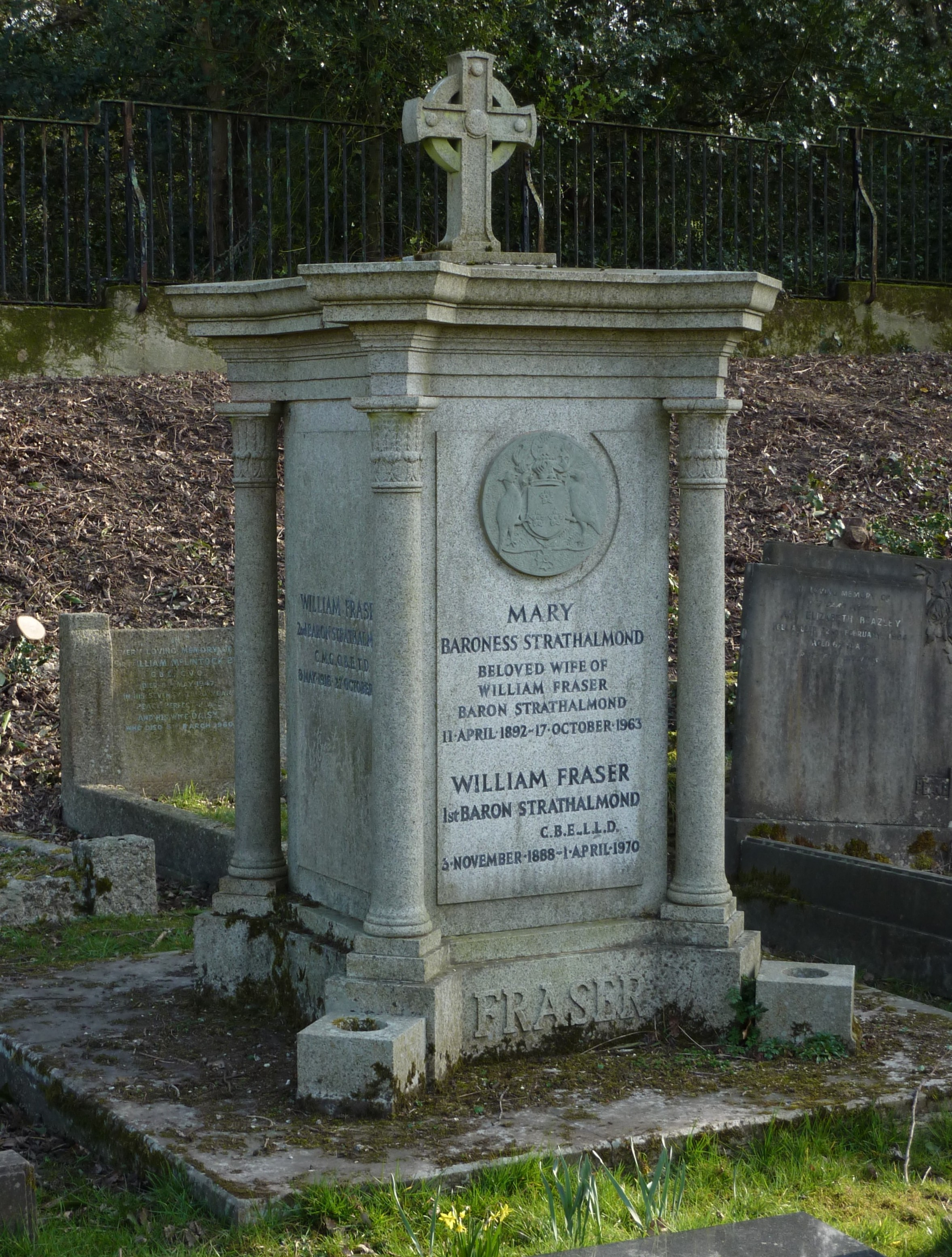
Гробівець Вільяма Фрейзера, 1-го барона Страталмонда
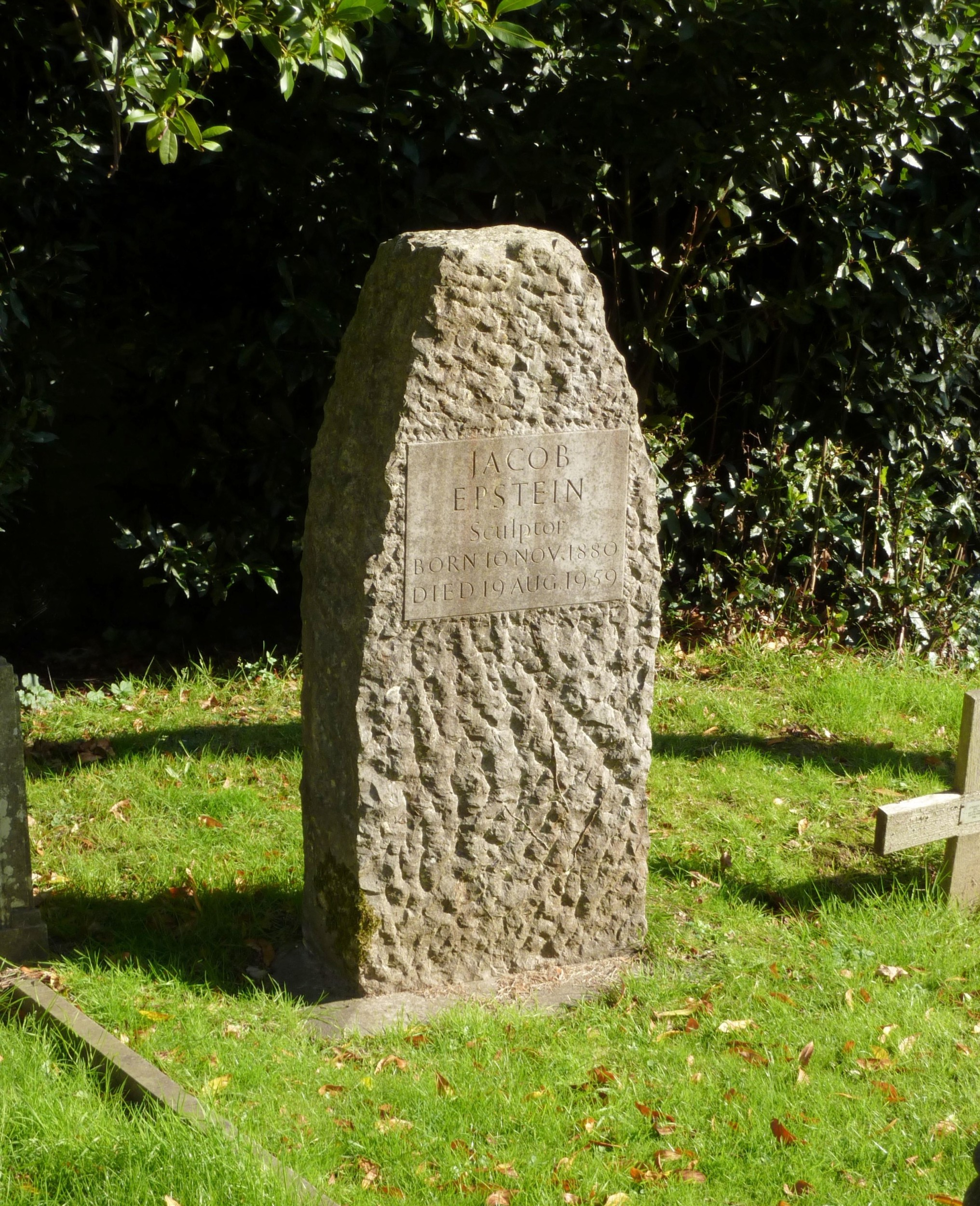
Надгробок Джейкоба Епштейна
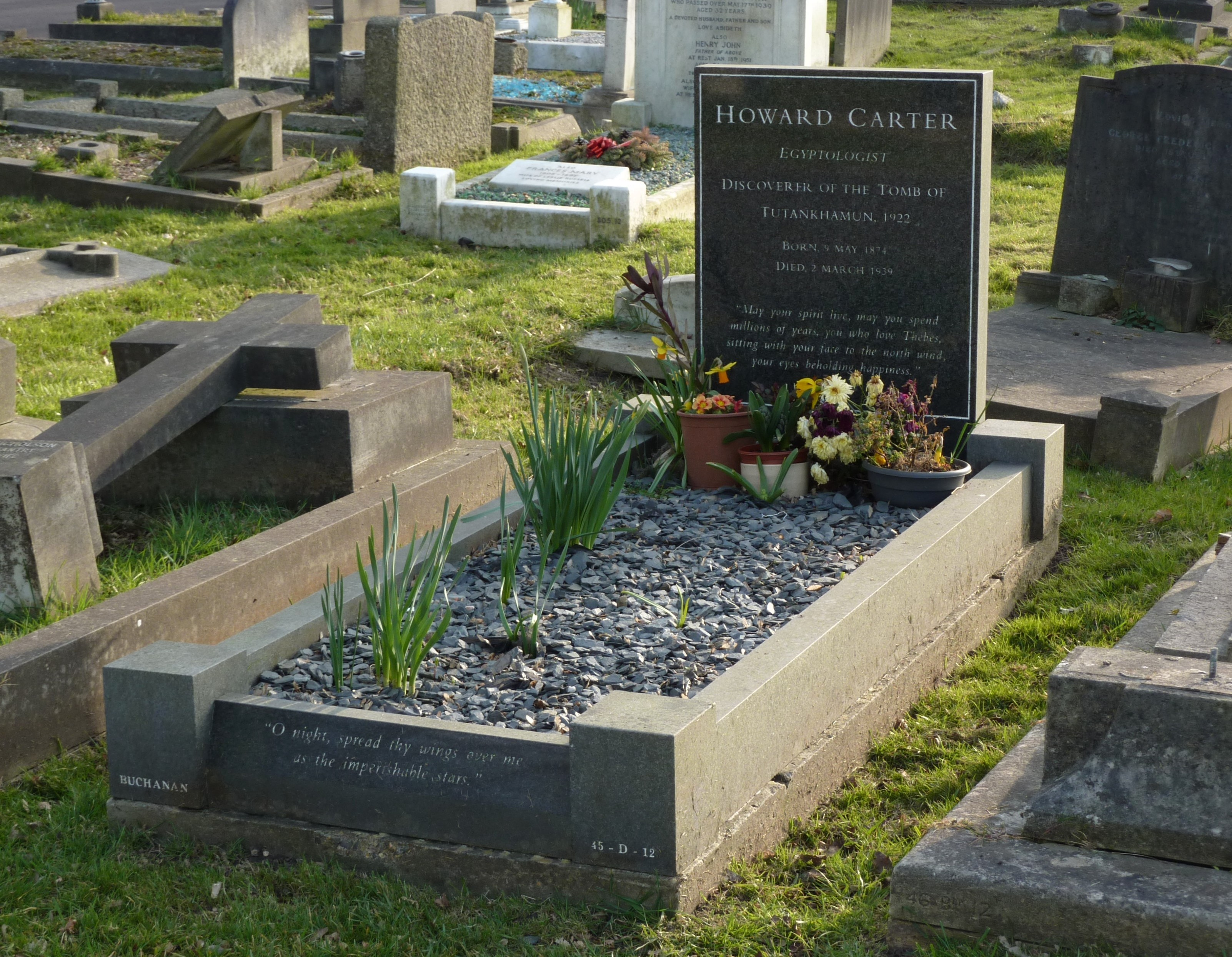
Надгробок Говарда Картера
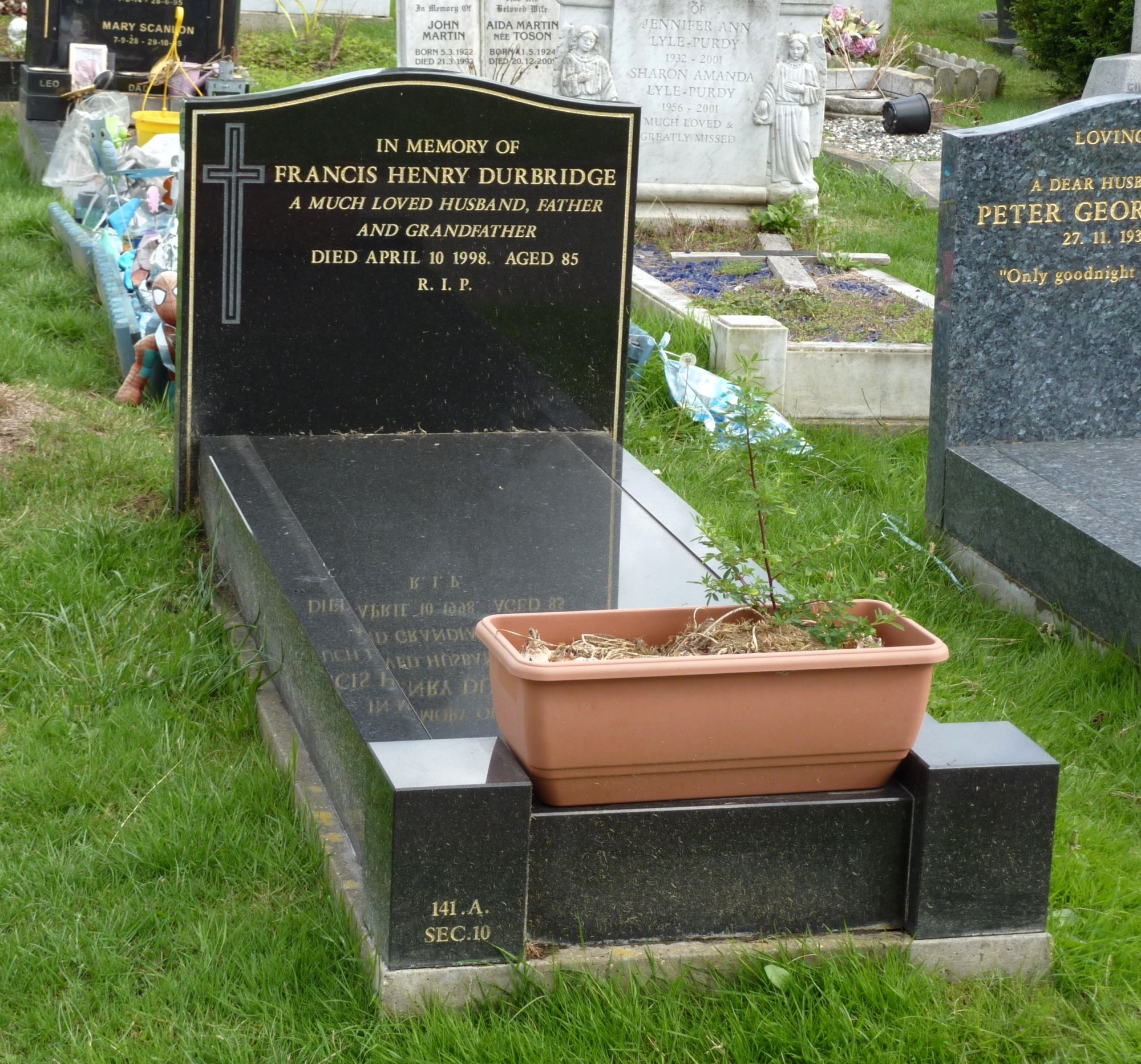
Надгробок драматурга Френсіса Дюрбріджа
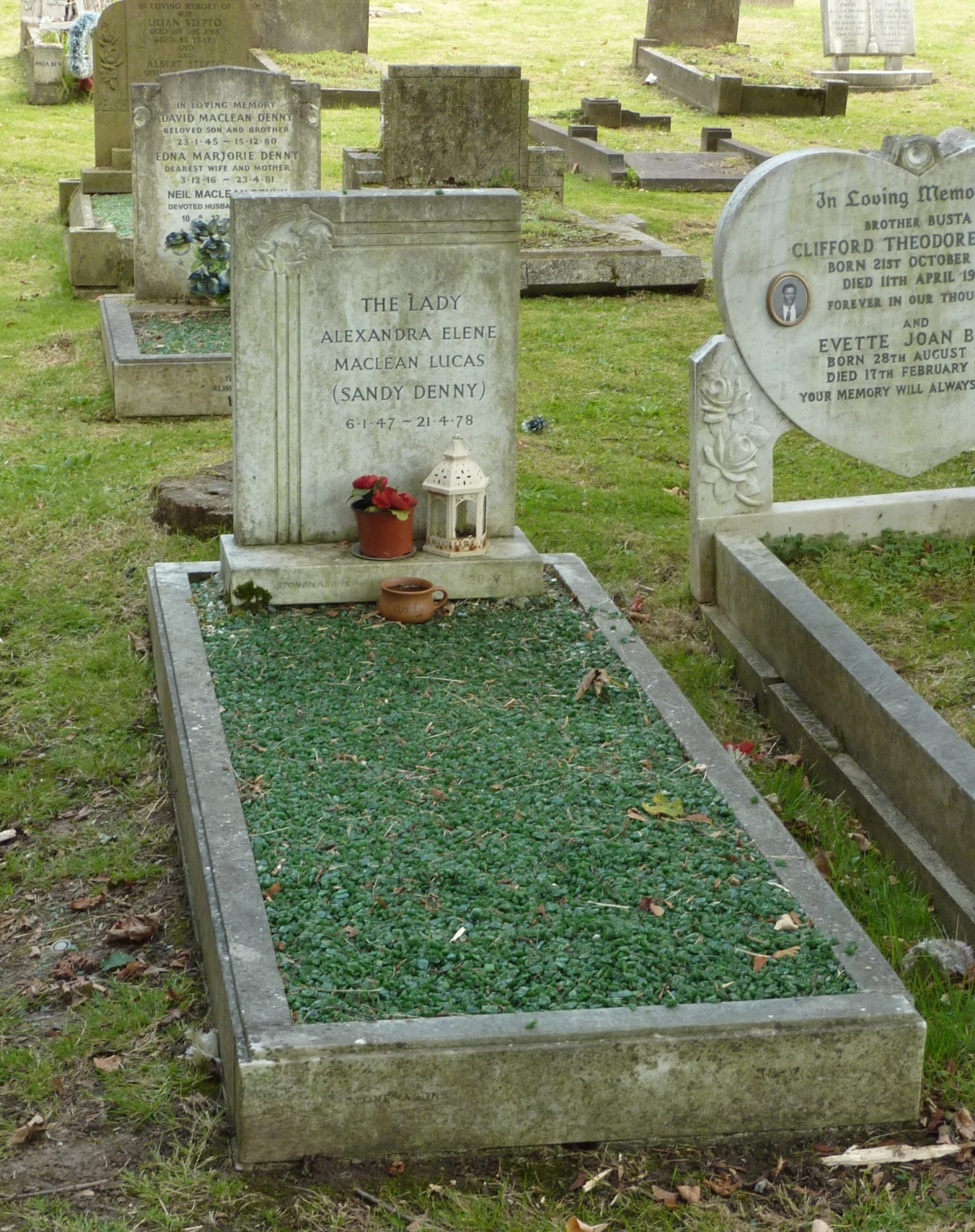
Надгробок співачки Сенді Денні

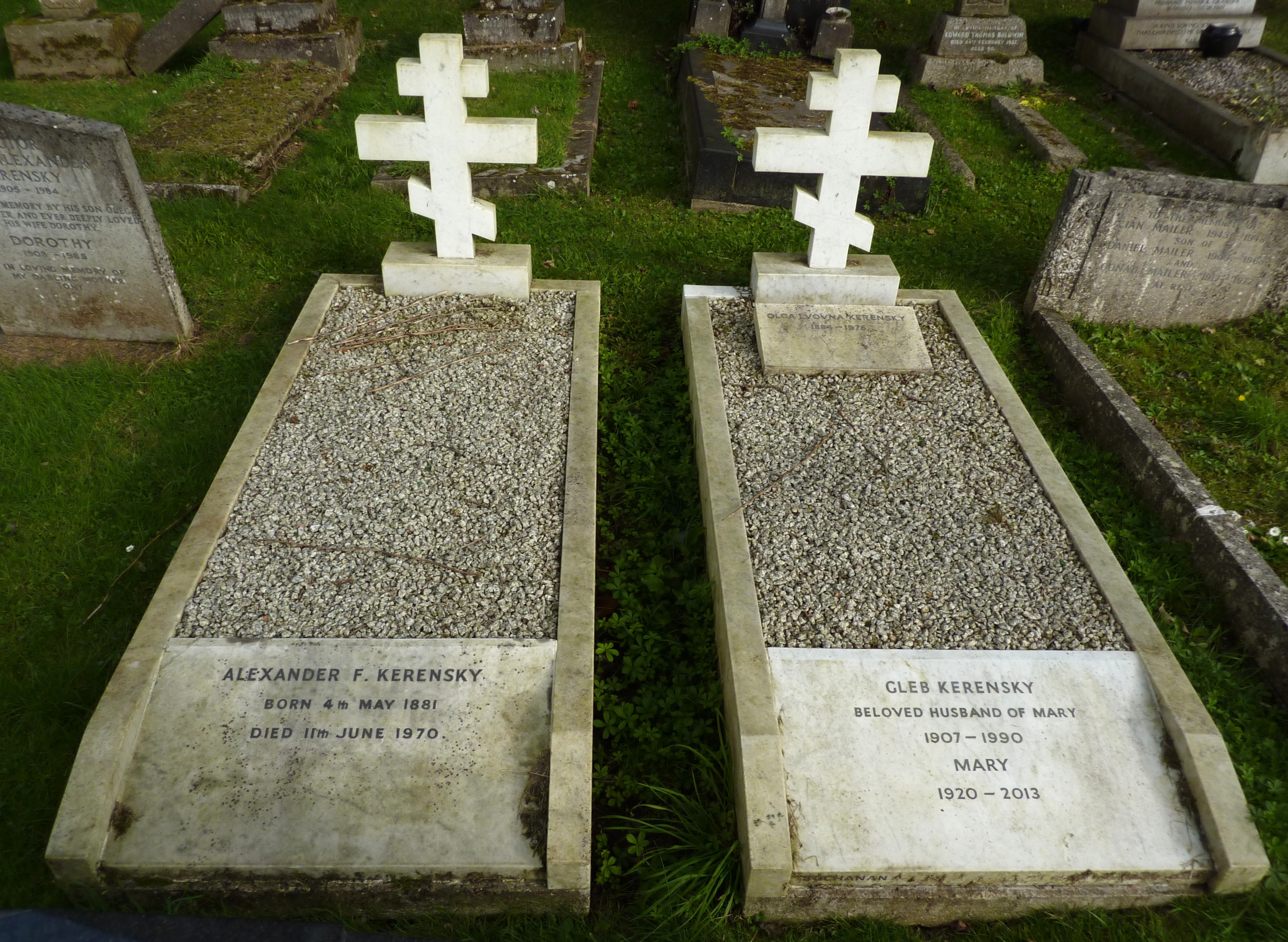
Надгробок Олександра Керенського
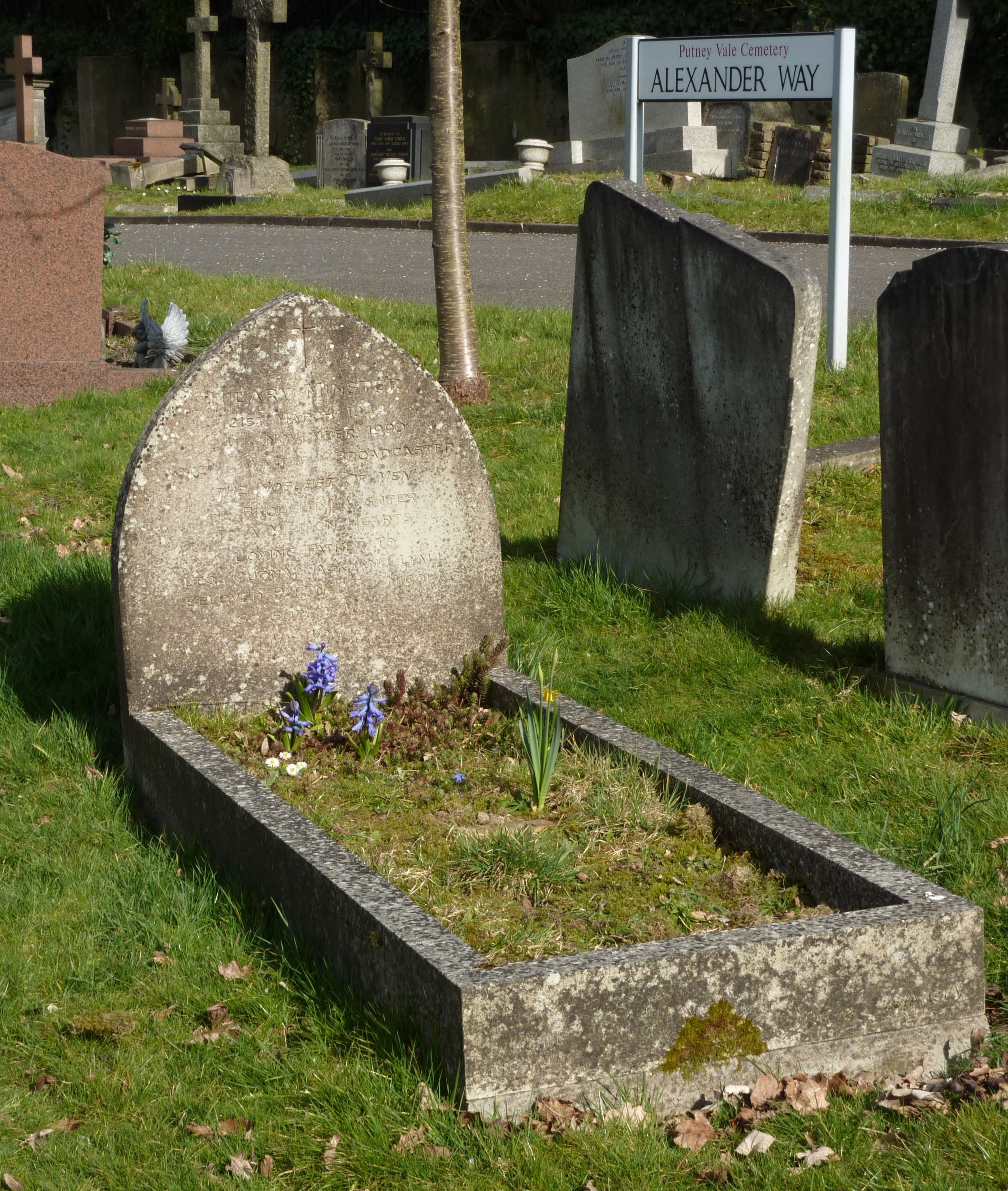
Надгробок акторки Гіларі Мінстер
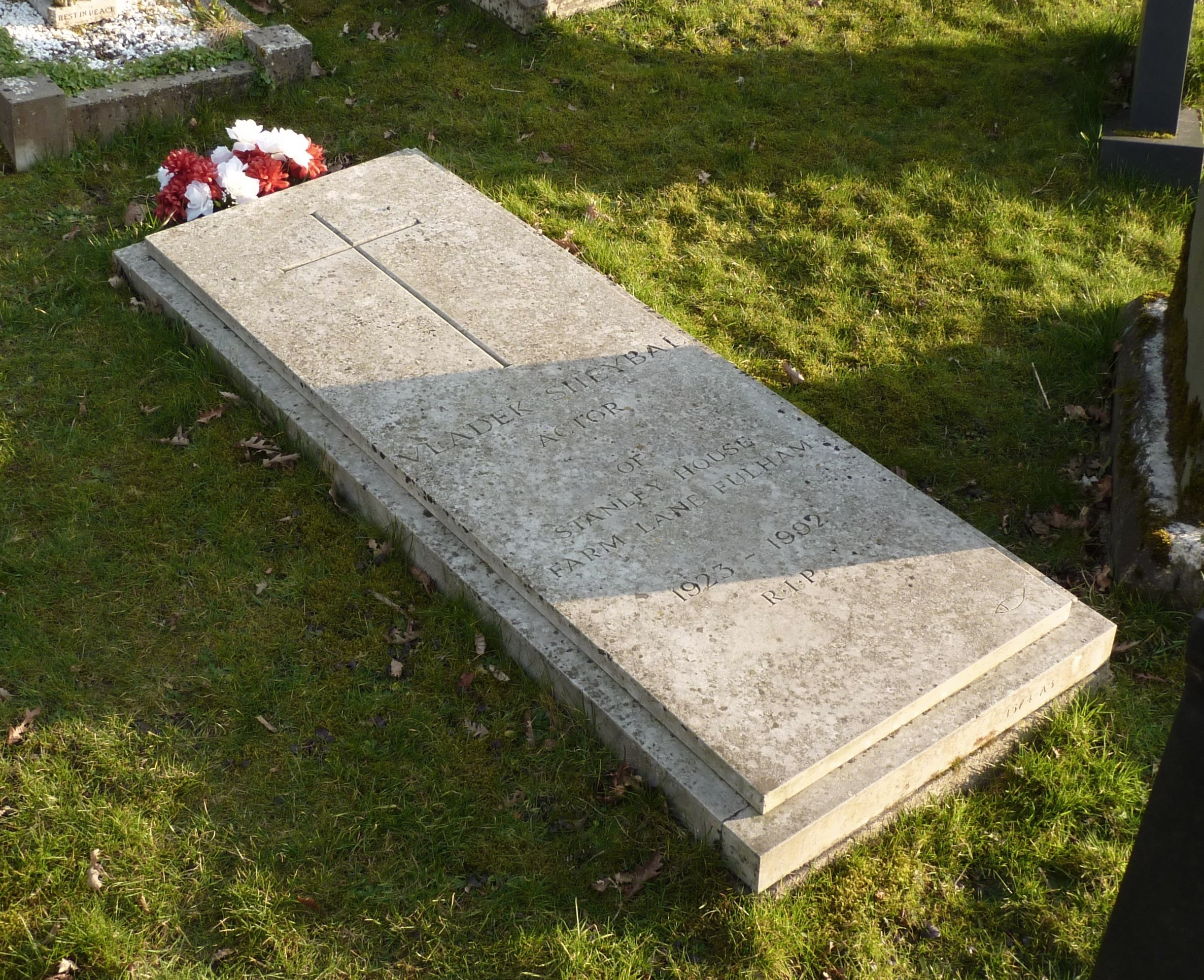
Надгробок актора Владека Шейбала
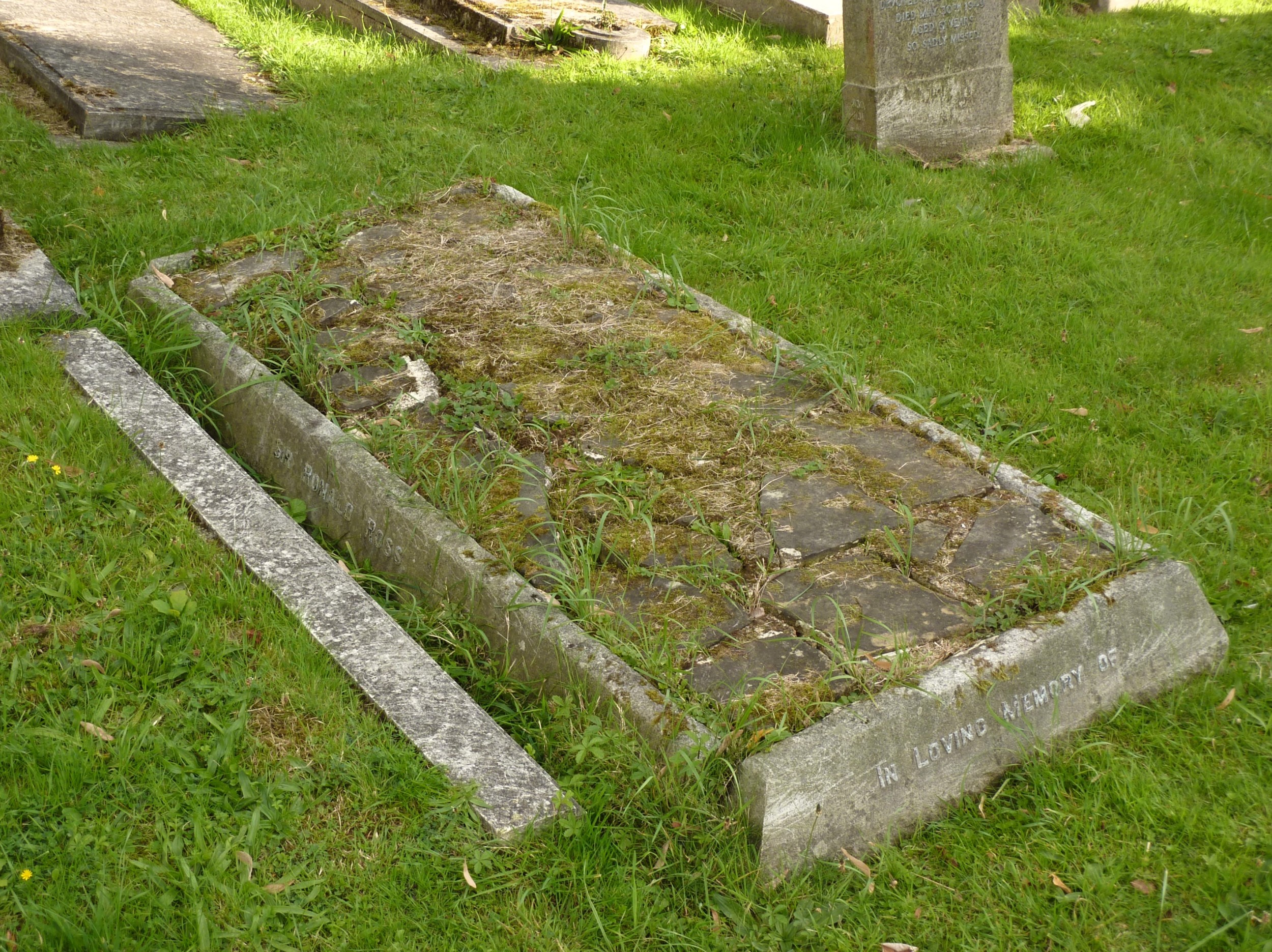
Могила Рональда Росса